# 토마스 슈트룬츠
토마스 슈트룬츠(독일어: Thomas Strunz, 1968년 4월 25일 ~)는 독일의 은퇴한 축구 선수로, 주로 수비형 미드필더로 활약했었다. 그는 현재 독일의 TV 채널인 슈포어트1 (Sport1)에서 평론가로 일하고 있다.

## 클럽 경력
슈트룬츠는 고향을 연고로 하는 MSV 뒤스부르크에서 프로축구에 데뷔하였고, 21세의 나이가 되었을 때 FC 바이에른 뮌헨으로 이적하였다. 1989년 8월 31일, 슈트룬츠는 분데스리가 첫 경기를 소화하였고, 이 함부르크 SV와의 경기에서 바이에른은 4-0 대승을 거두었다. 이후, 그는 이 데뷔 시즌에 20경기를 더 출장하였고, 5골을 득점하였다.
2시즌 뒤, 그는 1992-93 시즌을 앞두고 VfB 슈투트가르트로 이적하였다. 그는 슈투트가르트의 첫 시즌에 5골을 넣는 등 좋은 활약을 하다, 슈투트가르트에서의 3년이 지나고 친정팀 FC 바이에른 뮌헨에 복귀하였다. 그는 두차례 바이에른의 선수로 활동하며 5차례 분데스리가 우승, 2차례 DFB-포칼을 우승하였고, 1995-96 시즌에는 UEFA 컵도 우승하였다. 그는 1995-96 시즌의 UEFA 컵에서 9경기 출장하여 2골을 기록하였다. 그는 마지막 2년간 잦은 부상으로 별로 많은 출장을 하지 못하였고, 1999-2000 시즌에 바이에른이 타이틀 방어를 성공한 뒤 2000년 프리시즌에 은퇴하였다.
은퇴 이후, 슈트룬츠는 1년 가까이 VfL 볼프스부르크의 제너럴 매니저가 되었으나 2005년 12월 19일에 해임되었다. 같은 날, 볼프스부르크의 감독인 홀거 파흐 감독도 경질되었다. 슈트룬츠는 해임당한 것에 대해 €2.75M의 위약금을 받았다. 2008년 4월, 그는 같은 지위를 로트바이스 에센에서 맡게 되어으나, 같은 해의 9월 12일에 해임되었다.

## 국가대표팀 경력
1990년 10월 10일, 그는 스웨덴과의 친선경기에서 국가대표팀 경기에 첫출전하여 3-1 승리를 경험하였다. 그는 이후 1994년 FIFA 월드컵과 UEFA 유로 1996의 독일 스쿼드에 포함되었고, 후자의 대회는 우승을 하였다.
또한 유로 대회에서, 그는 독일이 참여한 여섯 경기 중 5경기에 출장하였고 (이탈리아와의 조별리그 최종전에서 퇴장당하여 8강 경기에는 결장하였다.), 잉글랜드와의 준결승전에서는 승부차기 키커로 나서 페널티를 성공시켰고, 체코와의 결승전에서는 풀타임을 소화하였다.

## 개인사
- 슈트룬츠의 아내인 클라우디아는, 그의 바이에른 동료였던 슈테판 에펜베르크의 불륜으로 인해 이혼하였다. 그리고 그 동료인 슈테판 에펜베르크는 본인의 전처와 이혼하고 슈트룬츠의 아내였던 클라우디아와의 재혼에 성공한다.[3]
- 1998년 3월 10일, 격노한 조반니 트라파토니 전 바이에른 감독은 기자 회견에서 문법적으로 맞지 않는 독일어로 슈트룬츠를 비난하였다.[4][5]

## 수상

### 클럽
FC 바이에른 뮌헨
- 분데스리가: 1989–90, 1996–97, 1998–99, 1999–2000, 2000–01
- UEFA 컵: 1995–96
- DFB-포칼
  - 우승: 1997–98, 1999–2000
  - 준우승: 1998–99
- DFB-리가포칼: 1997, 1998, 1999, 2000
- UEFA 챔피언스리그 준우승: 1998-99

### 국가대표팀
- UEFA 유럽 축구 선수권 대회: 1996